# Tân An (Tân Châu)
Tân An is een xã in het district Tân Châu, een van de districten in de Vietnamese provincie An Giang in de Mekong-delta.